# 후안 루이스 데 알라르콘

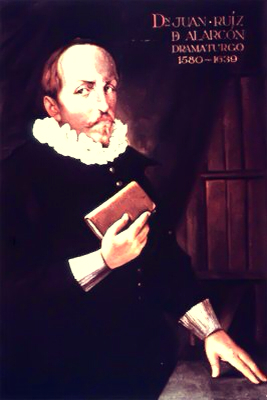

후안 루이스 데 알라르콘(Juan Ruiz de Alarcón, 1581년 경 ~ 1639년 8월 4일)은 에스파냐의 극작가이다. ‘황금세기’의 4대 극작가의 한 사람. 멕시코에서 출생. 살라망카 대학에서 수학, 신대륙 행정원의 기록관이 되었다. 36편의 극작품은 성격창조가 특출하며 이해하기 쉽고 평이하고 간명한 운문으로 되어 있는 점이 특징이다. <의아한 진실>이 대표작. 선천적 꼽추였고 그를 질투하는 자들로부터 비열한 중상을 받았다.